# WW Гончих Псов
WW Гончих Псов (лат. WW Canum Venaticorum) — одиночная переменная звезда в созвездии Гончих Псов на расстоянии приблизительно 16 654 световых лет (около 5106 парсек) от Солнца. Звёздная величина диапазона CV звезды — от +15,28m до +14,29m.
Открыта Николаем Ефимовичем Курочкиным в 1960 году*.

## Характеристики
WW Гончих Псов — жёлто-белая пульсирующая переменная звезда типа RR Лиры (RRAB) спектрального класса F. Эффективная температура — около 6166 K.